# Redan Island
Redan Island – niezamieszkana wyspa w Zatoce Frobishera, w Archipelagu Arktycznym, w regionie Qikiqtaaluk, na terytorium Nunavut, w Kanadzie. W pobliżu Redan Island położone są wyspy: Fletcher Island, Eden Island, Nest Island, Scalene Island i Whiskukun Island.